# Leila Alaoui
Leila Alaoui, (em árabe: ليلى علوي; em tifinague:  ⵍⴰⵢⵍⴰ ⵄⴰⵍⴰⵡⵉ), (Paris, 10 de julho de 1982 - Uagadugu, 18 de janeiro de 2016) foi uma fotógrafa e cinegrafista franco-marroquina, e que morreu no Burkina Faso, vítima dos atentados de 15 de janeiro de 2016.

## História
Alaoui nasceu em Paris, filha de um marroquino e de uma francesa, e cresceu Marraquexe, Marrocos. Durante sua infância e adolescência, ela esteve regularmente em contato com as histórias trágicas de migrantes afogando-se no mar enquanto enfrentavam pesadas jornadas, entendidas por ela como histórias de injustiça social. Quando Alaoui fez 18 anos, ela mudou-se para a cidade de Nova Iorque para estudar fotografia na City University of New York. Alaoui sentiu que estudar nos Estados Unidos permitia-lhe tornar-se "ainda mais exposta às questões de pertencimento e de construção de identidade." Após esse período, ela retornou à Europa antes de regressar ao Marrocos em 2008, com visitas regulares a Beirute e Paris.
Alaoui acreditava que a fotografia e a arte poderiam ser usada como forma de ativismo social e deveriam ser usadas para "refletir e questionar a sociedade". Como consequência, ela decidiu focar seu trabalho nas realidades sociais e nacionais da identidade cultural e da diversidade, da migração e da migração forçada. Para isso, ela usava a criação de imagens, reportagens e instalações de estúdio. Uma de suas técnicas era criar um estúdio portátil em lugares públicos, tais como praças, e convidar os passantes para que fossem fotografados. Alaoui declarou que sua inspiração para esse tipo de retrato fotográfico veio do trabalho de Robert Frank, feito com norte-americanos no pós-guerra, como em The Americans, de 1958. Alaoui frequentemente enfatizava seus temas, minimizando o pano de fundo de algumas de suas fotografias.
Os críticos de arte descreviam sua obra como "pós-oriental", referindo-se à teoria de Orientalismo proposta por Edward Said.
Suas fotos foram publicadas no The New York Times e na revista Vogue. Ela também realizou trabalhos para o reality show espanhol El Mago, fotografando inclusive o futebolista brasileiro Neymar. Em 2013, ela foi encarregada pelo Conselho de Refugiados Dinamarquês para a criação de uma série de retratos de refugiados no Líbano. O projeto foi denominado "Natreen" ("Nós Esperamos"). Em 2013, ela criou uma instalação de vídeo intitulada "Crossings" (Travessias), descrevendo as jornadas de marroquinos viajando rumo à Europa. Em 2015, ela completou uma designação fotográfica intitulada "Everyday Heroes of Syria", no Líbano, na Jordânia e no Iraque, com foco nos sírios vivendo em campos de refugiados. O projeto foi realizado para o Conselho de Refugiados Dinamarquês, a Comissão Europeia de Ajuda Humanitária (ECHO) e a ActionAid.

## Morte
Alaoui foi contratada pela Anistia Internacional para realizar uma cobertura fotográfica referente aos direitos das mulheres em  Burkina Faso. Em 16 de janeiro de 2016, durante sua primeira semana de trabalho, ela foi seriamente ferida por tiros enquanto estava dentro de um carro estacionado com motorista em frente ao Café Cappuccino enquanto homens armados atacaram o Cappucino e o Splendid Hotel. Ela faleceu três dias depois em função de um ataque cardíaco. Seu corpo foi levado de volta ao Marrocos às expensas do rei, Mohammed VI.
Com sua morte, o diretor da Maison européenne de la photographie e o presidente do Instituto do Mundo Árabe fizeram uma declaração conjunta elogiando o trabalho de Alaoui em dar "uma voz aos sem voz" e notando que ela foi "uma das mais promissoras fotógrafas de sua geração."

## Exposições
- Bienal de Marraquexe, Marrocos, 2012[18]
- Marrakesh Biennial, Morocco, 2014,[18]
- Crossings, Museu de Fotografia e Artes Visuais de Marraquexe, 2015;[4] Cairo Video Festival, 2015.[19]
- Semana de Arte de Luxemburgo, novembro de 2015[20]
- Bienal de Fotografia no Mundo Árabe Contemporâneo, Paris, 2015.[6]